# Конкурс «Кардіффські голоси»
Міжнародний конкурс оперних співаків «Кардіффські голоси» (англ. BBC Cardiff Singer of the World competition) — престижний конкурс оперних співаків, який відбувається з червня 1983 року через кожні два роки в місті Кардіфф. Конкурс підтримується валлійською Національною оперою й адміністрацією міста та округу Кардіфф. Вік учасників від 18 до 32 років.

## Переможці у номінації «Співак світу»
- 1983 :  Фінляндія : Каріта Маттіла
- Девід Маліс (1985)
- Валеріа Еспозіто (1987)
- Дмитро Хворостовський (1989)
- Ліза Гастін (1991)
- Інгер Дам-Янсен (1993)
- Катаріна Карнеус (1995)
- Гуан Ян (1997)
- Аня Хартерос (1999)
- Маріус Бренчу (2001)
- Томмі Хакала (2003)
- Ніколь Кабелль (2005)
- 2007 :  КНР : Шень Ян
- Катерина Щербаченко (2009)
- Валентина Нафорніце (2011)
- Джеймі Бартон (2013)
- Надія Кучер (2015)
- 2017 :  : Катріона Морісон
- 2019 :  Україна : Андрій Кимач